# Jeremy Peña
Jeremy Joan Peña, né le 22 septembre 1997 à Saint-Domingue en République dominicaine, est un joueur évolue au poste d'arrêt-court pour les Astros de Houston en Ligue majeure de baseball.

## Biographie
Sélectionné au troisième tour en 2018 par les Astros de Houston, Jeremy Peña évolue en ligues mineures jusqu'au début de la Ligue majeure de baseball 2022, remplaçant alors Carlos Correa, joueur historique des Astros. À la fin de l'année, Peña devient le premier arrêt-court débutant à remporter un gant doré.
Frappant avec une moyenne de ,400 au bâton en série mondiale, Jeremy Peña est désigné joueur par excellence de la série, devenant le troisième débutant après Larry Sherry (1959) et Liván Hernández (1997) à obtenir cette récompense.